# Issabéry
Issabéry, o anche Issa Béry, è un comune rurale del Mali facente parte del circondario di Goundam, nella regione di Timbuctù.
Il comune è composto da 7 nuclei abitati:
- Bilal Bankor
- Boss
- Sassa
- Takorkort
- Tiyara
- Toukabangou Djeno
- Toukabangou Tao (centro principale)